# Human Era
Human Era è il quinto album in studio del gruppo musicale statunitense Trixter, pubblicato nel giugno 2015 dalla Frontiers Records.

## Tracce
1. Rockin to the Edge of the Night – 3:52 (Steve Brown, Jim DeSalvo, P.J. Farley, Peter Loran)
2. Crash that Party – 3:49 (Brown, DeSalvo, Farley)
3. Not Like All the Rest – 2:55 (Brown)
4. For You – 3:38 (Brown)
5. Every Second Counts – 3:54 (Bob August, Brown)
6. Beats Me Up – 4:36 (Brown)
7. Good Times Now – 3:28 (Brown)
8. Midnight in Your Eyes – 5:03 (Brown, Loran)
9. All Night Long – 4:05 (Brown)
10. Soul of a Lovin' Man – 4:25 (Brown)
11. Human Era – 5:38 (Brown, Farley)

## Formazione
- Peter Loran – voce
- Steve Brown – chitarra, armonica, cori
- P.J. Farley – basso, cori
- Mark "Gus" Scott – batteria, percussioni, cori